# جين رودس
جين رودس (بالإنجليزية: Gene Rhodes)‏ مواليد 2 سبتمبر 1927 في لويفيل، هو مدرب كرة سلة أمريكي ولاعب معتزل. بدأ مسيرته الاحترافية في سنة 1952. حمل الرقم 7. يبلغ طوله 6 قدم 1 بوصة (1.9 م). اعتزل اللعب في 1953.

## روابط خارجية
- جين رودس على موقع إن بي أي (الإنجليزية)
- جين رودس على موقع سبورتس رفرنس (الإنجليزية)
- جين رودس على موقع كلية كرة السلة في سبورتس رفرنس.كوم (الإنجليزية)
- جين رودس على موقع ريلجم (الإنجليزية)
- جين رودس على موقع بروبوليرز (الإنجليزية)
- جين رودس على موقع سبورتس رفرنس (الإنجليزية)